# Quilotórax
O quilotórax é o acúmulo de linfa no espaço pleural. É uma causa pouco frequente, mas importante de derrame pleural, com diagnóstico usualmente difícil. O termo quilo refere-se à aparência leitosa da linfa, devida ao seu conteúdo rico em gordura. O tratamento inicial consiste na drenagem torácica fechada e dieta com triglicérides de cadeia média. Alguns casos podem necessitar de nutrição parenteral total. Em casos sem solução, a ligadura cirúrgica do ducto torácico torna-se opção.